# 2020 في إثيوبيا
أحداث 2020 في  إثيوبيا.

## في السلطة
- الرئيس: سهلورق زودي
- رئيس الوزراء: آبي أحمد

## الأحداث

### يناير - مارس
- 7 يناير - عيد ميلاد المسيح وفقا لكنيسة التوحيد الأرثوذكسي في إثيوبيا وإريتريا.
- 19 يناير - تيمكات، الاحتفال بعيد الغطاس في كنائس التوحيد الأرثوذكسية الإثيوبية والإريترية.
- 14 فبراير - وزير الخارجية الأمريكي مايك بومبيو يبدأ زيارة إلى السنغال وأنغولا وإثيوبيا.[1]
- 20 فبراير - هولندا تعيد التاج المسروق إلى حكومة إثيوبيا.[2]
- 29 فبراير -  مصر تقول إنها ستستخدم «كل الوسائل» للدفاع عن مصالحها في نزاع مع إثيوبيا والسودان بشأن السد الجديد على نهر النيل.[3]
- 2 مارس - ذكرى معركة عدوة
- 13 مارس - الحالة الأولى لوباء كوفيد-19 في إثيوبيا [4]
- 25 مارس - عُثر على ما لا يقل عن 60 شخصًا يُعتقد أنهم مهاجرون من إثيوبيا ميتين في حاوية شحن في تيتي في موزمبيق.[5]

### أبريل - يونيو
- 13 أبريل - تم الإبلاغ عن 14000 حالة إصابة بـ كوفيد-19 و 788 حالة وفاة في جميع أنحاء إفريقيا. الحالات حسب الدولة: جزر القمر - 0، جيبوتي - 214، إريتريا - 34، إثيوبيا - 71، كينيا - 197، مدغشقر - 106، ملاوي - 13، موريشيوس - 324، موزمبيق - 21، رواندا - 126، ساو تومي وبرينسيبي - 4، الصومال - 25، جنوب السودان - 4، تنزانيا - 32، أوغندا - 54، زامبيا - 43، زيمبابوي - 14 [6]
- 24 أبريل - مليون شخص في إثيوبيا يواجهون الجوع بسبب تدمير المحاصيل بسبب أسراب الجراد. تم الإبلاغ عن أسراب في إثيوبيا وإريتريا وجيبوتي والصومال وكينيا وأوغندا وجنوب السودان وتنزانيا.[7]
- 8 مايو
  - أدين بركات سيمون، وزير الاتصالات السابق للجبهة الديمقراطية الثورية الشعبية الإثيوبية، بالفساد وحكم عليه بالسجن لمدة ست سنوات. كما أدين تاديسي كاسا، عضو مجلس إدارة شركة تيريت السابق.[8]
  - جرفت الفيضانات مستشفى في كيلمبي بأوغندا وبلدة صغيرة في الصومال؛ قتل عدد غير محدد من الناس.[9]
  - احتج المئات عندما دمرت الحكومة 7000 منزل وسوقًا في كاريوبانغي، كينيا.[10]
- 12 مايو - السودان يدفع إثيوبيا لاستئناف المناقشات المتعلقة بسد النهضة الإثيوبي الكبير الذي تبلغ تكلفته 4.6 مليار دولار على نهر النيل.[11]

### يوليو - سبتمبر
- 1 يوليو: مقتل 166 شخصًا في احتجاجات بعد مقتل المغني الإثيوبي هاشالو هونديسا.[12]
- 29 أغسطس - 2020 الانتخابات العامة الإثيوبية [13][14][15]
- 4 سبتمبر - الإعلان عن الانتخابات في 8 سبتمبر في منطقة تيغراي.[16]
- 7 سبتمبر - منع الصحفيين من مراقبة الانتخابات في تيغراي. وتقول الحكومة إن الانتخابات غير شرعية.[17]
- 9 سبتمبر - أجريت انتخابات تيغراي الإقليمية لعام 2020 في تيغراي، حتى مع إدانة حكومة إثيوبيا لها.

### أكتوبر - ديسمبر
- 3 نوفمبر - قُتل ما لا يقل عن اثني عشر شخصًا في أعمال عنف عرقية في غاوا كنكا، جنوب غرب إثيوبيا.[18]
- 4 نوفمبر / تشرين الثاني - مقتل «العشرات، وربما المئات» من المدنيين في أكسوم في نزاع تيغراي، شمال إثيوبيا.[19]
- 7 نوفمبر - البرلمان الإثيوبي يصوت على الموافقة على تشكيل حكومة مؤقتة لمنطقة شمال تيغراي
- 9 نوفمبر - زُعم أن ما يصل إلى 500 مدني قتلوا في مذبحة في بلدة ماي كادرا. وكان معظم الضحايا من أبناء أمهرة، ولكن هناك أنباء متضاربة بشأن المعتدين، حيث أشارت منظمة العفو الدولية إلى تورط كل من القوات التيغراية والقوات الفيدرالية الإثيوبية في المذابح.[20]
- 14 نوفمبر - أطلقت عدة صواريخ من إثيوبيا على أسمرة، عاصمة إريتريا. حذر الأمين العام للأمم المتحدة أنطونيو غوتيريش من أن صراع تيغراي في إثيوبيا قد يزعزع استقرار منطقة القرن الأفريقي بأكملها.[21]
- 15 نوفمبر - 25000 لاجئ يفرون من تيغراي إلى السودان بينما تغزو الحكومة الإثيوبية الفيدرالية إقليم تيغراي الإثيوبي.[22]
- 17 نوفمبر / تشرين الثاني - ضربت غارة جوية ميكيلي، مما أسفر عن مقتل اثنين من المدنيين وإصابة عدد آخر.
- 18 نوفمبر - نُقل عن رئيس الوزراء قوله إن الجيش الإثيوبي كان يتقدم نحو ميكيلي، واستولى على مدينتي شاير وأكسوم.
- 25 نوفمبر / تشرين الثاني - ترسل منظمة الوحدة الأفريقية الرؤساء السابقين يواكيم شيسانو (موزمبيق) وإلين جونسون سيرليف (ليبيريا) وكجاليما موتلانثي (جنوب إفريقيا) إلى أديس أبابا للتفاوض بشأن السلام.[23]
- 27 نوفمبر / تشرين الثاني - هبطت أول رحلة جوية من أربع رحلات جوية إنسانية للأمم المتحدة في الخرطوم على متنها 32 طناً من المساعدات من المفوضية السامية للأمم المتحدة لشؤون اللاجئين.[24]
- 28-29 نوفمبر - ذبح ما بين سبع وثمانمائة مدني على يد قوات الدفاع الوطني الإثيوبية والجيش الإريتري في مذبحة أكسوم.[25]
- 8 ديسمبر / كانون الأول - نزاع تيغراي: أطلقت القوات الحكومية النار على ممثلي الأمم المتحدة واحتجزتهم مؤقتًا أثناء محاولتهم الوصول إلى منطقة تيغراي. يقال إن المخيمات التي تضم 100,000 لاجئ في إريتريا بلا طعام.[26]
- 15 ديسمبر - السودان يقول إن «القوات والمليشيات الإثيوبية» نصبت كمينا لقوات الجيش السوداني قرب جبل أبو طيور بالسودان. زار رئيس الوزراء السوداني عبد الله حمدوك إثيوبيا لفترة وجيزة يوم 13 ديسمبر لمناقشة الوضع الأمني.[27]
- 17 ديسمبر / كانون الأول - تعهدت الأمم المتحدة بتقديم 35.6 مليون دولار كمساعدات مدنية لإقليم تيغراي، بما في ذلك 25 مليون دولار لإثيوبيا و 10.6 مليون دولار في السودان.[28]
- 21 ديسمبر - نزاع تيغراي: الاتحاد الأفريقي يقول إن العمل العسكري للحكومة الإثيوبية في تيغراي كان «مشروعًا».[29]
- 23 ديسمبر / كانون الأول - وكالة أمهرة للإعلام تقول إن عشرات الأشخاص قتلوا على أسس عرقية في منطقة بني شنقول-جوموز. وتسببت هجمات سبتمبر / أيلول وأكتوبر / تشرين الأول في نفس المنطقة في مقتل 14 وتشريد 300 شخص.[30]
- 28 ديسمبر
  - تم اعتقال مصور مجموعة رويترز كوميرا جميشو، 36 عاما، لأسباب لم يكشف عنها.[31]
  - أعيد فتح البنوك في ميكيلي.[32]
- 31 ديسمبر - قالت لجنة حقوق الإنسان الحكومية إن 76 شخصاً قتلوا وأصيب 200 في يونيو / حزيران ويوليو / تموز خلال الاضطرابات التي أعقبت مقتل هاكالو هونديسا. وقالت اللجنة إن ما مجموعه 123 شخصا قتلوا وأصيب 500 على الأقل.[33]

## وفيات
- 5 فبراير: أبادي هاديس، 22 عاما، عداء أولمبي لمسافات طويلة (دورة الألعاب الأولمبية الصيفية 2016).[34]
- 29 يونيو: هاشالو هونديسا، 34، مغني.[35]
- 8 نوفمبر - رفائيل هاداني، 97، زعيم ديني إثيوبي-إسرائيلي، كاهن من بيتا إسرائيل.[36]
- 19 نوفمبر - كيتيلا غودداتا، 32 سنة، معلمة من سكيلا، إقليم أوروميا؛ تم إعدامه من قبل قوة شرطة أوروميا الخاصة.[37]
- 12 ديسمبر - فكري سيلاسي ووغديريس، 75 عاما، سياسي، رئيس الوزراء (1987-1989)؛ مضاعفات مرض السكري.[38]
- 17 ديسمبر - تيسفايي غيسيسي، ممثل، المدير العام لمسرح هاغير فيكير (1974-1975).[39]
- 29 ديسمبر - أجيتو إيديو غوديتا، 42 عامًا، مزارع ورجل أعمال وخبير بيئي [40]

## روابط خارجية
- Why there are fears that Ethiopia could break up (Desta Gebremedhin - BBC Tigrinya, 6 September 2020)
- Amnesty report describes Axum massacre in Ethiopia’s Tigray (by Cara Anna, Associated Press, 26 February 2021)